# Янг, Джеки
Джеки Янг (англ. Jackie Young; родилась 16 сентября 1997 года в Принстоне, штат Индиана, США) — американская профессиональная баскетболистка, которая выступает в женской национальной баскетбольной ассоциации за клуб «Лас-Вегас Эйсес», которым была выбрана на драфте ВНБА 2019 года в первом раунде под общим первым номером. Играет на позиции атакующего защитника.
В составе национальной сборной США стала первой в истории олимпийской чемпионкой по баскетболу 3×3 (2020).

## Ранние годы
Джеки Янг родилась 16 сентября 1997 года в городе Принстон (штат Индиана), а училась она там же в Общественной средней школе, в которой выступала за местную баскетбольную команду.